# Morphinae
Morphinae (Морфіди) — підродина метеликів родини Сонцевики (Nymphalidae).

## Опис
Це великі метелики, що досягають у розмаху крил 150–180 мм. Верхня сторона їхніх крил пофарбована в сині або блакитні кольори, переважають металеві кольори. Таким яскравим красивим забарвленням морфіди зобов'язані оптичним лусочкам, якими покрите крило. Нижня частина оптичних пластинок пігментована; пігмент не пропускає світла і тим самим додає велику яскравість інтерференційного забарвлення ребер. У з'єднанні з великими розмірами метеликів це призводить до того, що при яскравому сонячному освітленні кожен змах крила видний за третину кілометра.

## Спосіб життя
Морфіди відносяться до найпомітніших комах, що населяють ліси тропічної частини Амазонки. Особливо багато їх на прогалинах і освітлених сонцем дорогах. Літають вони на великій висоті; деякі з них узагалі не опускаються до землі ближче чим на 6 м. До морфід відносяться десятки видів метеликів. Розподіл на види і підвиди поки дуже нечіткий. У деяких видів по темному фону крил проходять яскраві блакитні, бузкові, малинові смуги. У метеликів іншої групи крила темні, чорні з блакитним, перловим або червоно-коричневим візерунком.
Разюча здатність цих великих метеликів спритно маневрувати в густих тропічних лісах. Самки морфід часто тримаються біля крон дерев, самці зазвичай літають уздовж лісових доріг, просік і галявин. У суху жарку погоду вони опускаються на вологі ділянки землі. Ні самців, ні самок не приваблюють квіти, зате вони не можуть встояти перед гниючими фруктами та забродженим соком дерев, чим і користуються принаджуючи їх, наприклад, бананами, витриманими в цукровому сиропі. Напившись забродженим соком, метелики хмеліють, і іноді їх можна навіть взяти руками. З приманки метелик зазвичай злітає зигзагами і поспішає присісти в тіні.

## Класифікація
Виділяють 3 триби і 36 родів:
Триба Amathusiini
- Aemona
- Amathusia
- Amathuxidia
- Discophora
- Enispe
- Faunis
- Hyantis
- Melanocyma
- Morphopsis
- Stichophthalma
- Taenaris
- Thaumantis
- Thauria
- Xanthotaenia
- Zeuxidia

Триба Brassolini
- Bia
- Aponarope
- Narope
- Brassolis
- Dynastor
- Dasyophthalma
- Opoptera (= Mimoblepia)
- Caligo
- Caligopsis
- Eryphanis
- Selenophanes
- Penetes
- Catoblepia
- Mielkella
- Orobrassolis
- Blepolensis
- Opsiphanes

Триба Morphini
- Antirrhea
- Caerois
- Morpho